# Cocula, Guerrero
Cocula är en ort i Mexiko.   Den ligger i kommunen Cocula och delstaten Guerrero, i den södra delen av landet, 140 km söder om huvudstaden Mexico City. Cocula ligger 616 meter över havet och antalet invånare är 4 546.
Terrängen runt Cocula är varierad. Runt Cocula är det ganska tätbefolkat, med 56 invånare per kvadratkilometer. Närmaste större samhälle är Iguala de la Independencia, 17,2 km nordost om Cocula. I omgivningarna runt Cocula växer huvudsakligen savannskog.